# Tatort: Das kalte Haus
Das kalte Haus ist ein Fernsehfilm aus der Krimireihe Tatort. Der von MadeFor für den MDR produzierte Krimi wurde am 6. Juni 2022 im SRF, im ORF und im Ersten ausgestrahlt. Die Dresdner Ermittler Karin Gorniak und Peter Michael Schnabel ermitteln in ihrem 13., Leonie Winkler in ihrem 7. Fall und dem insgesamt 1203. Fall der Fernsehreihe. Die Deutsche Akademie für Fernsehen vergab 2022 den Preis für Beste Regie an die Regisseurin Anne Zohra Berrached.

## Handlung
Simon Fischer meldet seine Frau Kathrin als vermisst. Die Kommissarinnen Gorniak und Winkler finden in der leeren Villa des Ehepaares deutliche Blutspuren. Simon Fischer läuft währenddessen zum Haus der Krankenschwester Beate Lindweg, der besten Freundin seiner Frau, trifft sie aber dort nicht an. Die folgenden Ermittlungsarbeiten werden auch von Fischers Position in der Stadt beeinflusst: Er ist ein wichtiger Unternehmer und kennt den Bürgermeister und einen Staatsanwalt persönlich.
Zunächst deutet einiges auf eine Gewalttat durch den Ehemann hin, da er großflächige Blutflecken auf seinem Hemd hat. Dies stellt sich jedoch als eine von Beate Lindweg und Kathrin Fischer selbst fingierte Szene heraus. Kathrin Fischer wollte ihren gewalttätigen Ehemann verlassen. Damit er sie nicht verfolgen kann und für seine Taten büßen muss, sollte er für den angeblichen Mord ins Gefängnis kommen. Dies bekommt Simon Fischer jedoch heraus. Im Streit bringt er Beate Lindweg im Affekt um. Die Kommissarinnen finden die tote Beate Lindweg. Kathrin Fischer wartet derweil vergebens auf ihre Freundin und versucht, sie über ihr Smartphone zu erreichen. Gorniak nimmt das Gespräch an und die Kommissarinnen erfahren so, dass Kathrin Fischer lebt. Sie vermuten folgerichtig, dass Simon Fischer auf dem Weg zu Kathrin Fischers »Happy Place« ist. Über den SmartHome-Sprachassistenten erfahren sie die Adresse: eine abgelegene Scheune am See. Dort kommt es in der finalen Szene dazu, dass Kathrin Fischer ihren Mann erschießt und widerstandslos festgenommen wird.

## Hintergrund
Die Dreharbeiten fanden vom 9. April 2021 bis zum 7. Mai 2021 statt. Drehorte waren Dresden und, für die Villa-Szenen, Markkleeberg.

## Rezeption

### Kritiken
Rainer Tittelbach von Tittelbach.tv schrieb: „Nach dem ‚Tatort‘-Highlight Der Fall Holdt wollte sich Anne Zohra Berrached ‚noch einmal der Herausforderung stellen, einen Krimi zu machen, der nur einen Tatverdächtigen hat, sich auf besondere Weise dem Thema der häuslichen Gewalt stellt und das übergeordnete Thema des menschlichen Instinktes behandelt. Diese „Herausforderung“ ist hier vorzüglich gelungen. Auch ohne klassischen Whodunit oder Thriller-Suspense entwickelt der ‚Tatort‘ Spannung und besitzt in seinen Interaktionen eine hohe Intensität. Eine unbehagliche Stimmung zieht sich durch den Film. Dieses leblose Haus, dieses schwere, patriarchalische Interieur, dieser überspannte Wüterich, dieses bourgeoise Von-oben-herab. Überall Signaturen einer toxischen Beziehung. Wenig Handlung, dafür umso mehr Zwischentöne. Und das Finale ist besonders emotional & packend geraten: ein Western-Showdown mit mehreren Fingern am Abzug.“
Bei swr3.de wertete Stefan Scheurer: „Ja, es bleibt ein Riesenthema: Mächtige Männer, die andere körperlich und geistig brutal unter Druck setzen. Und dieses Mal hat es sich sogar gelohnt, dass ein Krimi um dieses Thema herumgestrickt wurde.“ „Wir sehen bis zum Ende, was einen sehr guten Tatort ausmacht:“ „Ein authentisches Ermittlerduo, das den Krimi mit ihrem Privatleben eben nicht wie sonst üblich hoffnungslos und übertrieben drangsaliert. Es gibt viele coole Wendungen. Es wird nie langweilig. Wir bekommen ein grandioses Finale geschenkt. Der Dresden-Tatort ist modern, intensiv, bildgewaltig, bewegend. Fünf von fünf Elche, unbedingt anschauen.“
Christian Buß von spiegel-online wertet: „Das Verbrechen an einer Frau als Spiegel der Gewalterfahrungen, die die Ermittlerin in der Kindheit gemacht hat? Diese Erzählanordnung muss Ihnen bekannt vorkommen: Auch der Bremer »Tatort« am vergangenen Sonntag war so aufgebaut – Regisseurin beider Krimis ist Anne Zohra Berrached, auf der […] die Hoffnungen öffentlich-rechtlicher Fernsehredaktionen liegen. […] Harter Stoff – der doch im Gegensatz zum Bremer »Tatort« der vergangenen Woche zum Teil mit erstaunlicher Leichtigkeit erzählt wird.“
Claudia Tieschky von der Süddeutschen Zeitung nannte den Film als: „einen fulminanten Fall, in dem die Ermittlerinnen Gorniak und Winkler glitzern.“

### Einschaltquoten
Bei der Erstausstrahlung von Das kalte Haus am 6. Juni 2022 verfolgten in Deutschland insgesamt 8,20 Millionen Zuschauer die Filmhandlung, was einem Marktanteil von 29,3 Prozent für Das Erste entsprach. In der als Hauptzielgruppe für Fernsehwerbung deklarierten Altersgruppe von 14–49 Jahren erreichte Das kalte Haus 1,62 Millionen Zuschauer und damit einen Marktanteil von 24,7 Prozent in dieser Altersgruppe.